# Reacție Skraup
Reacția sau sinteza Skraup este o reacție organică utilizată pentru sinteza chinolinelor. Denumirea sa provine de la chimistul ceh Zdenko Hans Skraup (1850-1910). 
Reacția presupune încălzirea anilinei împreună cu acid sulfuric, glicerină și un agent oxidant, ca nitrobenzenul, când se obține chinolina.

În exemplul de mai sus, nitrobenzenul are atât rol de solvent, cât și de agent oxidant. Totuși, în condițiile date, reacția decurge violent, așadar se folosește de obicei și sulfatul feros. Acidul arsenic poate fi folosit în locul nitrobenzenului, reacția fiind astfel mai puțin violentă.

## Mecanism de reacție
În prima etapă are loc deshidratarea glicerinei la acroleină:
Ulterior, are loc o etapă de adiție nucleofilă a anilinei la acroleina formată, iar după protonare are loc o reacție de ciclizare cu formarea unei chinoline hidrogenate:
În final, are loc oxidarea la chinolina respectivă:
Mecanismul de reacție poate fi rezumat astfel: